# Brandin Podziemski
Brandin Podziemski (* 25. Februar 2003 in Greenfield, Wisconsin) ist ein amerikanischer Basketballspieler.
Er begann seine College-Karriere bei den Illinois Fighting Illini, wechselte aber nach einem Jahr zu den Santa Clara Broncos. In seiner zweiten Saison wurde er zum WCC co-Player of the Year gewählt und erklärte sich für den NBA-Draft 2023 bereit.
Die Golden State Warriors wählten ihn mit dem 19. Gesamtpick aus. Podziemski ist ein vielseitiger Guard, der sowohl als Shooting Guard als auch als Point Guard spielen kann.
Er ist bekannt für seinen guten Wurf, seine Reboundfähigkeit und seine Spielmacherqualitäten.
Er hat eine polnische Abstammung und spricht fließend Polnisch.
Er ist 1,93 m groß und wiegt 93 kg.
| Personendaten    | Personendaten                    |
| ---------------- | -------------------------------- |
| NAME             | Podziemski, Brandin              |
| KURZBESCHREIBUNG | amerikanischer Basketballspieler |
| GEBURTSDATUM     | 25. Februar 2003                 |
| GEBURTSORT       | Greenfield, Wisconsin            |